# Ewinghaus

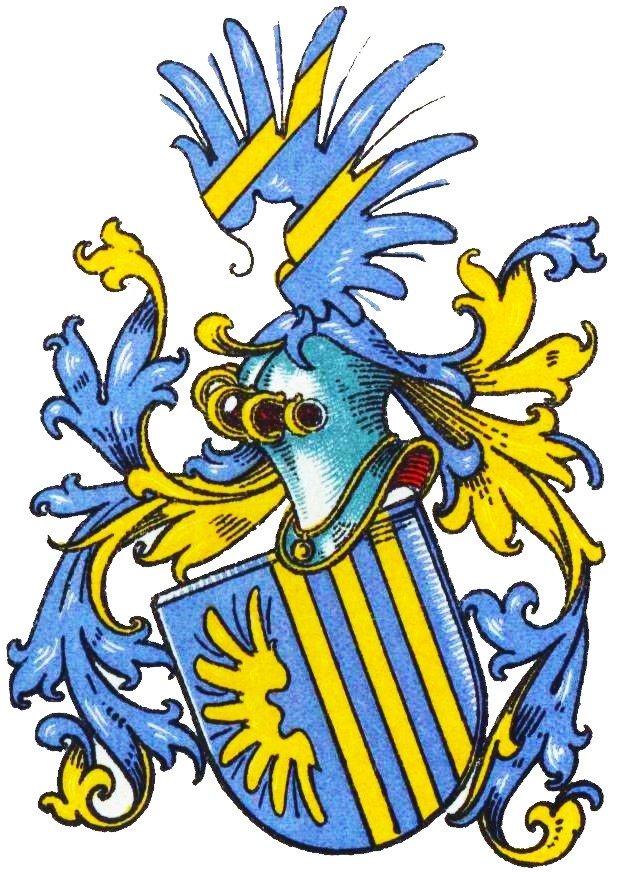
Wappen der Ewinghaus im Wappenbuch des Westfälischen Adels

Ewinghaus (auch: Ewinghausen, Evinckhusen, Evinghusen o. ä.) ist der Name eines deutschen Patriziergeschlechts.

## Geschichte
Das Geschlecht stammte aus Westfalen und zog bereits im Mittelalter nach Lübeck, wo es schon 1411 bekannt war. Die Familie gehörte zur dortigen patrizischen Zirkelgesellschaft. So war Tidemann Ewinghaus, Sohn des Lübecker Bürgers Heinrich Ewinghaus, Mitglied der Kaufmannschaft zu Lübeck. 1472 wurde er in den Lübecker Rat gewählt. 1476 vertrat er Lübeck auf dem Hansetag in Lübeck. Ab 1479 war er Mitglied der Zirkelgesellschaft und 1480/1481 Kämmerer der Stadt.

## Persönlichkeiten
- Tidemann Evinghusen († 1483), Kaufmann und Ratsherr der Hansestadt Lübeck

## Wappen
Bei Max von Spießen finden sich für das Ewinghaus-Wappen zwei Blasonierungen:
- In Blau drei goldene Pfähle, rechts davon ein goldener Flügel, Sachse nach links. Auf dem Helm ein blauer Flügel mit zwei goldenen linksschrägen Balken belegt. Helmdecken sind blau-golden.
- Gespalten, rechts in Silber zwei rote Balken, links in Blau ein an die Spaltlinie gelegter halber schwarzer Adler. Auf dem Helm ein rechtsgewandter roter Hahn. Die Helmdecken sind rot-silbern.

Bei Johann Siebmacher (1871) wird der Schild wie folgt beschrieben:
- Gespalten, vorn in Blau ein einwärtsgekehrter goldener Flügel, hinten von Gold und Blau fünfmal gespalten (sic!). Auf dem Helm ein von Gold und Blau, ausgehend von den rechtsgekehrten Sachsen, 8 mal durchgehend geständeter Flügel. Helmdecken sind blau-golden.

Die Wappenabbildung in Siebmachers Wappenbuch von 1871 zeigt entgegen der Blasonierung einen vorne fünfmal geteilten, nicht gespaltenen Schild. Das ist wohl ein Zeichenfehler, denn Siebmachers Wappenbuch von 1772 zeigt den Schild wie oben blasoniert.

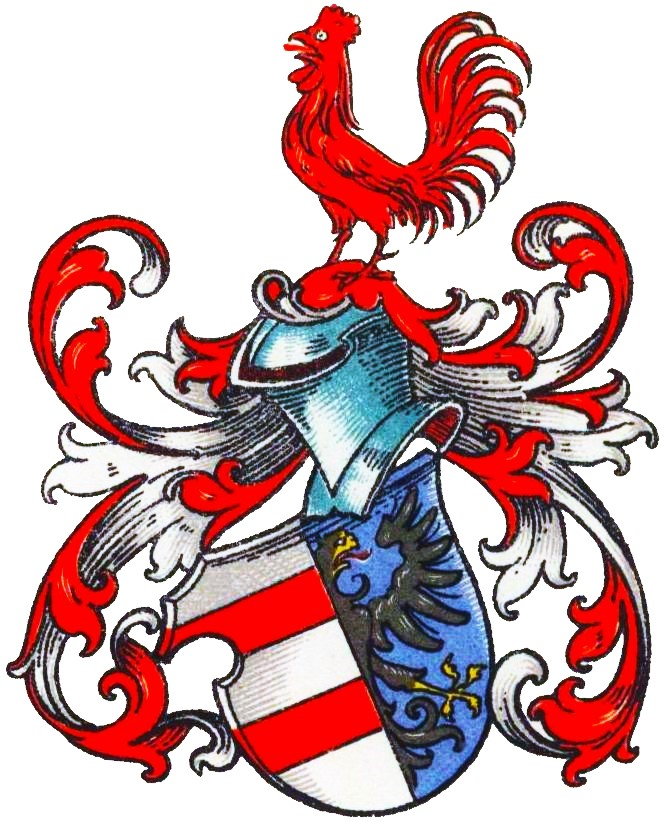
Alternativwappen der Ewinghaus bei Spießen
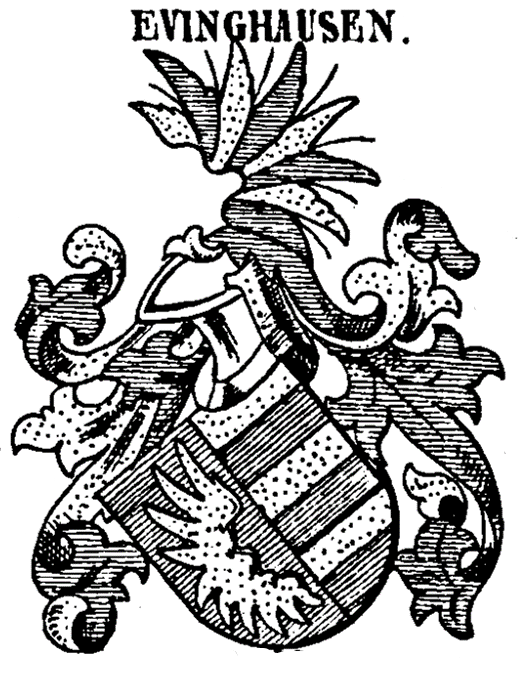
Wappen der Evinghausen bei Siebmacher (1871), vorne fünfmal geteilt, nicht gespalten
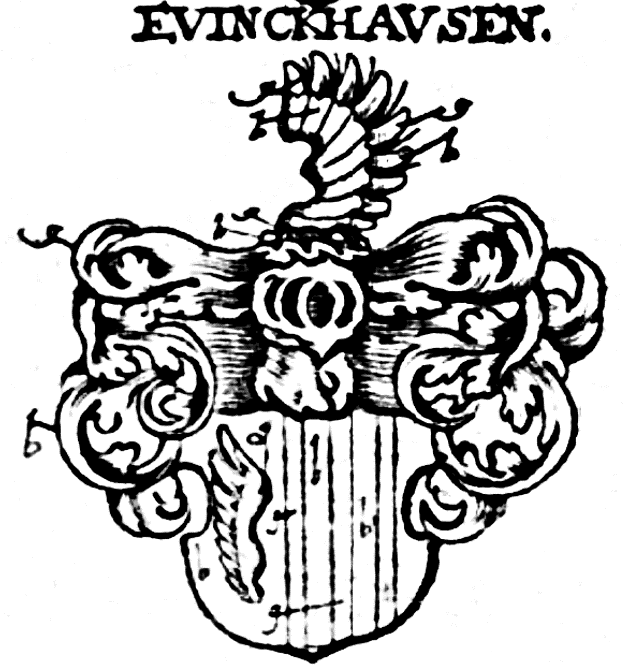
Wappen der Evinckhausen bei Siebmacher (1772)